# Марка Союзного військового командування
Марка Союзного військового командування (нім. Alliierte Militärbehörde (AM-mark) — грошові знаки, які виготовлялися союзним військовим урядом окупаційних територій (англ. Allied Military Government for Occupied Territories абревіатура AMGOT), для військовиків, що перебували у Тризонії та в зоні радянської окупації після таємної операції з кодовою назвою Wild Dog у 1944 році.

## Історія

Військові розглядають окупаційні нові купюри. 1944 рік.

5 червня 1945 року воєначальники союзних держав підписали у Берліні Декларацію про поразку Німеччини й прийняття верховної влади в ній урядами СРСР, США, Великої Британії та Франції, яка встановлювала, що уряди держав-союзників беруть на себе верховну владу в країні, проте це не було анексією Німеччини. На період виконання Німеччиною вимог капітуляції влада в країні здійснювалася головнокомандувачами збройних сил чотирьох держав, що становили контрольну раду, функції якої згодом підтвердила і розвинула спеціальним рішенням Потсдамської угоди глав урядів СРСР, США та Великої Британії. Однією з найактуальніших проблем окупації Німеччини стала реалізація монетарної політики союзників. У зверненні контрольної ради передбачалося, що німецька влада повинна «…безкоштовно надати стільки своєї валюти, скільки її буде потрібно представникам союзників, а потім вилучити й викупити німецькою валютою встановлені терміни й на таких умовах, які вкажуть представники союзників, всю наявну на території Німеччини валюту, випущену союзниками під час воєнних дій чи окупації, і передати її безкоштовно представникам союзників»
Найважчими і нестерпними для розвитку економіки переможеної країни стали наступні положення V розділу, пункт 15:
а) «…Німецькі органи влади і всі особи, які знаходяться в Німеччині, повинні передати Представникам Союзників всі золоті та срібні монети і зливки, і платинові зливки, які знаходяться у Німеччині, а також всі такі монети і зливки, які знаходяться поза Німеччиною, котрі знаходяться у власності чи зберігаються за дорученням будь-яких установ чи органів, згаданих вище у підпункті 14а, чи будь-якої особи, що проживає чи веде справи у Німеччині.»
б) «…Німецькі органи влади і всі особи, які знаходяться в Німеччині, повинні повністю передати Представникам Союзників всі іноземні банкноти й монети, які перебувають у власності будь-якої німецької влади чи будь-якої корпорації, асоціації чи особи, що проживає чи веде справи в Німеччині, і всі грошові знаки, випущені чи підготовлені до випуску Німеччиною на раніше окупованих нею територіях, чи де б то не було».

## Окупаційні марки Тризонії
За узгодженням із союзниками ініціативу емісії та запровадження воєнної валюти на території Німеччини, взяв на себе уряд США. Через свою виконавчу інституцію — «Бюро гравірування та друкарських робіт» (англ. Bureau of Engraving and printing) у Вашингтоні. Однак через інші зобов'язання перед урядом, перевантаженість замовленнями, організація, обмежившись розробкою дизайнерських зразків грошових знаків, було змушене ще з травня 1942 р. контрактувати з приватною американською фірмою «Forbes Lithographic Co.» (Заснована у 1862 році, фірма знаходилася неподалік Бостона у невеликому містечку Челсі (штат Массачусетс). Тому в історичній літературі часто зустрічається назва — Монетний двір Челсі (англ. Chelsea mint), як з одним із небагатьох тоді у США друкарських підприємств, що мало необхідне устаткування, досвід та ресурси для масштабного друку грошей, звичайно ж під наглядом урядових чинників.
Відтоді керівники Монетного двору Челсі регулярно отримували від уряду замовлення на друк військових грошей, що відкривало їм змогу дізнаватися про військові таємниці. Вони могли за чотири місяці до початку стратегічної операції з великою точністю визначити територію для завдавання чергового воєнного удару союзників. Тому найважливішою таємницею, що її охороняли американські спецслужби, стало засекречування самих місць транспортування виготовлених грошових знаків. Так, грошові знаки для уряду Франції мали кодову назву «Кіт Том» (англ. Tomcats), друки для французького підпілля — «Гриби» (англ. Mushrooms), для визволеної Німеччини — «Дикі собаки» (англ. Wild Dogs), для Австрії — «Висвячені в духовний сан» (англ. Ordain).
У серпні 1943 року з Вашингтона надійшов урядовий наказ виготовити і передати через офіцера воєнної розвідки п'ять спеціальних буклетів зразків (англ. Specimens). Ці зразки військових грошей для різних країн, що їх надрукувала фірма «Форбс» (англ. Forbes. Згодом високопоставлені урядові чиновники повідомили керівників «Форбс», що президент США Франклін Рузвельт, ознайомившись зі зразками, був приємно вражений технічним рівнем виконання банкнот і просив від його імені оголосити подяку всім причетним до їх виготовлення. 15 травня 1945 року фірму, яка за роки війни надрукувала близько 85 % усіх випущених у США грошових знаків, нагородили відзнакою президента «За внесок у військових зусиллях США». Всього за роки війни під керівництвом і за участі «Бюро» американські друкарські фірми виготовили понад 5 більйонів банкнот для Італії, Франції, Німеччини, Австрії та Японії. Після закінчення війни ділова активність фірми «Форбс» стала поступово згасати. У 1948 році вона виконала останнє велике державне замовлення на друк військових платіжних сертифікатів (англ. Military Payment Certificates) серій 481, 521 і 591, а на початку 60-х років минулого століття припинила своє існування. Британська адміністрація призупинила випуск банкнот — з 1 серпня 1946 року, а американська — з 15 вересня цього ж року, замінивши їх емісіями спеціальних військових платіжних сертифікатів і пов'язаних з ними бартерних юнітів (англ. Unit), які використовувалися у спеціальних обмінних пунктах.

## «Рузвельтівські зразки»
Перші зразки Марок СВК (англ. Specimens), або так звані «рузвельтівські зразки», після їх перегляду президентом й іншими компетентними особами, спіткала фатальна доля. Один з наборів на військовому кораблі направили до Великої Британії, який торпедували німецькі підводні човни, і він затонув біля берегів Ґренландії. Другий комплект, який був власністю керівника фірми Вільяма Форбса, «якось дивно пропав» через місяць після закінчення війни. Та сама історія трапилася у 50-х роках минулого століття з набором, що належав родині головного пресувальника фірми. Зразки грошових знаків, що перебували у власності головного гравера «Форбс», загинули у пожежі, яка трапилася у його будинку в 1951 році. До нашого часу дійшов лише буклет зі зразками військових грошей, які нині належать Робертові Доу — сину головного менеджера фірми суперінтенданта Вільяма Доу

## Французькі окупаційні західні області
У роки Другої світової війни Франція зіграла незначну роль в порівнянні з британськими, американськими та радянськими військами, тож на початку розділу Німеччини їй не були надані території. Лідер вільної Франції генерал Шарль де Голль неодноразово звертався до союзних держав з проханням надати окупаційну зону, щоб закріпити роль Франції у визволенні Європи. Урешті-решт США та Велика Британія погоджуються надати Франції західні частини своїх зон. Французька зона складалася з декількох областей уздовж французького кордону, які перетиналися в одній точці на узбережжі річки Рейн. У зв'язку з нестачею дрібних грошей, Франція приймає рішення про виготовлення банкнот з дрібними номіналами для нових своїх земель.
|  |  | 5 пфенігів  | 1947 року |
|  |  | 10 пфенігів | 1947 року |
|  |  | 50 пфенігів | 1947 року |

|  |  | 5 пфенігів  | 1947 року |
|  |  | 10 пфенігів | 1947 року |
|  |  | 50 пфенігів | 1947 року |

|  |  | 5 пфенігів  | 1947 року |
|  |  | 10 пфенігів | 1947 року |

## Окупаційні марки радянської зони
14 січня 1944 року посол США у Радянському Союзі Аверелл Гарріман уперше отримав від Державного департаменту докладну інформацію про наміри американського уряду запровадити окупаційну маркову валюту в Німеччині. У документі з Вашингтона повідомлялося, що Скарбниця вже замовила друк 100.000.000 (мільйонів) готових банкнот на загальну суму 6.000.000.000.000 (трильйонів) марок. Послові пропонувалося терміново проінформувати радянський уряд для отримання рішення. 8 лютого 1944 року державний секретар США Корделл Голл надіслав телеграму американському послові в СРСР Авереллу Гарріману, в якій поінформував його, що друк окупаційної валюти для Німеччини має розпочатися 14 лютого 1944 року і попросив його дізнатися про радянські плани запровадження власної окупаційної валюти у цій країні. Наступного дня докладну інформацію про наміри США друкувати гроші в окупованій Німеччині та фотостатичні копії союзної військової валюти Державний департамент направив посольству СРСР у Вашингтоні для ознайомлення. Відповідь від Аверелла Гаррімана надійшла до Вашингтону 15 лютого. Посол повідомив, що 14 лютого отримав листа від наркома закордонних справ СРСР В'ячеслава Молотова, де той підтвердив бажання співпрацювати із США у справі випуску окупаційної валюти у Німеччині за умови передачі Радянському Союзу дублікатів кліше, зразків грошових знаків, повної інформації щодо серій та номерів випущених банкнот, для того щоб окупаційна валюта союзників «мала спільний дизайн». З метою «гарантування постійного постачання валюти командному складу Червоної армії», нарком також висунув для американців пропозицію, щоб СРСР сам друкував і вводив в обіг частину білетів у військових марках. Американські емісійні приготування не пройшли поза увагою НКВС-НКДБ СРСР. Економіст Гаррі Декстер Вайт, який обіймав посаду асистента секретаря Скарбниці і мав доступ до всіх її таємних досьє, з 1935 року виконував таємні завдання радянської розвідки. У березні 1944 року Гаррі Вайт через свого оперативного керівника управління економічної війни Натана Грегорі Сільвермайстера і зв'язкову Елізабет Бентлі (1908—1963) передав НКДБ зразки окупаційної валюти, віддруковані на замовлення військового департаменту для використання на території Німеччини. Радянські фахівці, оцінивши технічну якість зразків, дійшли до висновку про неможливість їх копіювання. Однак, отримавши від своєї розвідки таку підказку, керівництво СРСР змогло її легалізувати через згадане звернення В'ячеслава Молотова до західних союзників. 3 березня 1944 року директор «Бюро» Елвін Голл при обговоренні питання, що постало, категорично виступив проти радянського тиску, цілком справедливо мотивуючи, що «дозвіл радянського уряду друкувати таку саму валюту, яку друкують у нашій країні, зробить бухгалтерський облік неможливим». Його підтримав секретар Скарбниці Деніел Белл, який підкреслив, що американська Скарбниця ще нікому і ніколи не передавала свої кліше. Гаррі Вайт при зустрічі з Деніелом Беллом 7 березня заперечив йому, мовляв, росіяни можуть розцінити відмову США як свідчення сумніву в їх чесності, тому «ми повинні довіряти їм тією мірою, що й іншими союзникам».
9 березня це питання обговорювалося у вузькому колі з участю Деніела Белла, Гаррі Вайта та міністра фінансів Генрі Моргентау. У підсумку міністр вирішив особисто переконати посла СРСР, щоб радянський уряд відмовився від своїх вимог, однак посол СРСР Андрій Громико чітко дотримувався даних йому інструкцій. 21 березня Елвін Голл підготував меморандум на ім'я Генрі Моргентау щодо недоцільності передачі СРСР кліше для друкування окупаційних марок для Німеччини, у якому він акцентував, що подвійний друк банкнот з боку США та СРСР лише сприятиме їх фальсифікації. На підставі викладених аргументів Елвін Голл вніс пропозицію, щоб радянський уряд сам подбав про друкування окупаційної валюти, а США змогли б надати йому допомогу в її проектуванні та виготовленні. Генрі Моргентау, як досвідчений урядовець, ознайомившись із меморандумом Елвіна Голла, зваживши на потенційні політичні ускладнення, вирішив перекласти розв'язання цієї проблеми на інших осіб. Він надіслав листа керівнику кадрового апарату президента США адміралові Вільяму Лі, у якому просив, щоб питання обов'язково обговорили на засіданні керівників Об'єднаних штабів і виробили відповідні рекомендації. 22 березня Гаррі Вайт, відвідавши радянське посольство у Вашингтоні, вибачився у розмові з Андрієм Громиком за непоступливість окремих американських урядовців. Військові також намагалися ухилитися від участі в ухваленні рішення щодо окупаційної валюти, мовляв, це питання політичне, тому його повинні вирішувати політики. 8 квітня 1944 року міністр закордонних справ СРСР В'ячеслав Молотов в ультимативній формі заявив послові США у Москві Авереллу Гарріману, що у разі відмови американського уряду надати радянській стороні кліше військових марок, СРСР самостійно розпочне друк окупаційних марок у своїй зоні.
Вказана заява спонукала військових та політиків до негайного розв'язання проблеми. 13 квітня генерал Джордж Маршалл надіслав Моргентау листа, у якому повідомив, що військові можуть розглянути це питання й ухвалити відповідне рішення, але тільки після 2 травня. Генерал висунув свій контраргумент щодо побоювань Голла. Якщо «Форбс», у зв'язку з передачею кліше СРСР, відмовиться від виконання державного замовлення, то за великим рахунком це рішення мало б мінімальний вплив на загальну ситуацію, оскільки запасів грошових знаків достатньо для початкових умов окупації. Водночас він дав оцінку вимогам СРСР, підкресливши, що «матеріали, запрошені радянським урядом у власне розпорядження, не суперечать вимогам генерала Двайта Ейзенхауера щодо валюти союзницьких воєнних марок». Г. Вайт використав дещо непевну і суперечливу позицію Маршалла, яку інтерпретував як принципову згоду військових на передачу СРСР кліше й інших необхідних матеріалів для друкування грошей, для того щоб остаточно переконати Моргентау ухвалити вигідне для Москви рішення. З ініціативи Моргентау спішно підготували указ на захоплення підприємств фірми «Форбс» військами у разі відмови з її боку виконувати державне замовлення. Для додаткового перестрахування ухваленого рішення міністр фінансів 14 квітня 1944 року провів телефонну розмову з директором управління у європейських справах Держдепартаменту Джеймсом Данном. Данн підтримав Моргентау і довів до керівництва свого відомства, що кліше передано росіянам, для того щоб «переконати радянський уряд у нашій щирості та бажанні мати найтіснішу співпрацю у військовій операції проти Німеччини». Таким чином, після бурхливих перемовин, дебатів, попри категоричну незгоду керівництва «Бюро», в «інтересах єдності між союзниками» питання вирішили позитивно, і 18 квітня 1944 року радянське посольство у Вашингтоні отримало від США 46 кліше, папір, фарби, клей, спеціальне чорнило, зразки паперу з філігранями та зразки грошових знаків, які транспортними літаками відправили до Москви. Згодом американцям повідомили, що одна посилка вантажу згоріла під час катастрофи літака у Сибіру. Не вимагаючи від Кремля жодних підтверджень про цю подію, втрачене обладнання негайно замінили. 24 травня основну частину вантажу друкарського обладнання загальною вагою 16,5 тисяч фунтів морським шляхом відправили в СРСР, куди він прибув, очевидно, на початку червня.. Радянське командування припинило випуск банкнот у листопаді 1946 року.
Документально доведено, що союзники взагалі не використовували банкноти вартістю 1000 марок. Фінансовим офіцерам американської армії наказом від 8 грудня 1944 року заборонялося запроваджувати в обіг банкноти вказаної вартості. Лише 200 банкнот 1000-маркової вартості американського виготовлення невідомо як потрапили до рук колекціонерів. Однак є певні підстави вважати, що радянська влада таки ввела в обіг мало не весь свій резерв банкнот вартістю 1000 марок у серпні-листопаді 1946 року, тобто після того, як союзники припинили курсування окупаційних марок у своїх зонах. Для американців стало несподіванкою з'ява у німецьких банках 1000-маркових банкнот на суму 1.794.942 марок, джерелом яких була радянська фабрика банкнот у Ляйпцигу. Застосування такої суми у великих номіналах мало на меті не лише призупинити негативні наслідки на ринку Східної зони окупації, спричинені несинхронними діями союзників з реформування фінансової системи своїх зон окупації, а й було одним із кроків СРСР, спрямованих на припинення їхніх сепаратистських дій щодо створення ФРН.
Про надмірний випуск воєнних марок у всіх зонах окупації свідчать інфляційні процеси. Ажіотаж, що спостерігався спочатку на військову валюту, швидко зник, і надалі на нелегальний курс окупаційної марки почав стрімко падати не лише щодо іноземної валюти, а й до райхсмарки. Розпочалася спекуляція валютою, у якій активну участь брав військовий та цивільний персонал СРСР, США, Великої Британії, Франції й інших країн, що значно погіршило матеріальне становище німецького населення. Ціни стрімко підскочили вгору і нелегальна торгівля валютою в 10–100 разів перевищувала офіційно курс. Ходовим обмінним розрахунковим засобом стали не окупаційні марки, а американські та англійські сигарети. У червні 1948 року пачка цигарок коштувала 20 марок при середній заробітній платі робітника 250 марок, тоді як у 1939 році лише 4 пфеніги. З огляду на товарний голод в СРСР, радянські військовослужбовці перед поверненням на Батьківщину старалися повністю витратити наявну в них окупаційну валюту. Використовуючи різних спекулянтів, вони, попри ціни, масово скуповували у західних зонах дефіцитні товари: цигарки, спиртне, одяг, взуття, посуд, побутову техніку. Американський військовий персонал, який також долучився до нелегальної торгівлі, конвертував окупаційні марки в долари США, які нагромаджував на депозитах в американських банках. Тільки у липні 1945 року американські військові у Берлінському секторі, яким виплатили грошове утримання в сумі 1.000.000 (мільйон) доларів, перевели в США близько 3 мільйонів доларів. Тобто, різниця в сумі 2 мільйони доларів покривалася нелегальним друком СРСР відповідної суми окупаційних марок.
Банкноти для радянської зони окупації друкували на фабриках грошових знаків, розміщених у берлінському районі Ліхтенбергу та в Ляйпцигу

## Напередодні проведення грошової реформи
Напередодні проведення грошової реформи у Західній Німеччині 20 червня 1948 року, американське та британське командування відзвітувалися перед населенням про сумарну емісію у розмірі близько 10.000.000.000 (мільярдів) військових марок. Відомості про випуск окупаційних грошей радянським воєнним командуванням для Східної зони, не було оголошеним. Відомий американський економіст російського походження Володимир Петров на підставі власних розрахунків подав надто завищену загальну суму вартості радянської емісії у межах 80.000.000.000 (мільярдів) марок. Все ж таки він дійшов принципово правильного висновку, що Радянський Союз, порушуючи міжнародні угоди, друкував окупаційні гроші у своїй зоні окупації в непомірних масштабах. Такі дії радянської військової влади не лише призвели до «розпалювання полум'я інфляції», провалу фінансової політики союзників, а й мали подальші згубні наслідки для економіки Німеччини, спричинивши кінцевому рахунку до виникнення «глибокої тріщини» у відносинах союзних держав.
Грошові реформи поклали край інфляції, 20 червня 1948 року проведені у Західній, а 21 липня 1948 року й у Східній зонах окупації Німеччини. У тісній співпраці з Вашингтоном зайнявся запланованим руйнуванням тоталітаризму та створенням перспективної моделі соціально-економічного розвитку Західної Німеччини, Людвіг Ергард. Архітекторами грошової реформи стали американський банкір, керівник Фінансового Відділу Військового Командування (англ. OMGUS) Джозеф Додж та два його колеги — німецькі емігранти Герхард Кольм і Раймонд Голдсміт, які з травня 1946 року таємно зайнялися розробкою плану проведення грошової реформи під кодовою назвою Птах-пес (англ. Bird Dog). 18 червня 1948 року операцію «Bird Dog» було введено в дію. У Західну зону окупації таємно ввезли видруковані американською банкнотною компанією нові німецькі марки. 19—20 червня, Банк німецьких земель (нім. Bank Deutscher Länder) та його філії, за встановленою квотою, здійснили обмін старої валюти (райхсмарки, рентні марки та марки союзного військового командування) у західних зонах. Обмін старих грошей на нові проводився у співвідношенні 1:1, але на суму до 60-ти дойчмарок на особу, а понад цю суму — 10:1. Заводам і фабрикам передбачили асигнування засобів для виплати першої зарплати. У результаті конфіскаційної реформи уряду за короткий час вдалося наповнити грошову масу відповідною кількістю товарів. Наступним кроком стало скорочення, а згодом і скасування системи нормування. Радянська реакція на реформу, яка розділила економіку окупованої країни на дві частини, виявилася вкрай негативною. Війська Червоної армії перекрили комунікації й заблокували Берлін. При цьому радянська влада вела важкі перемовини з союзниками, добиваючись для себе права друкувати частину нових грошових знаків. Навчені гірким досвідом, американці та британці проявили солідарну непоступливість і відкинули радянську вимогу. Радянському уряду не залишалося вибору як вчинити так само. У Східній зоні марки СВК обмінювалися на всі минулі грошові знаки також у співвідношенні 1:1 у межах 70-ти марок на особу, а далі — 10:1.

## Монети
У червні 1945 року, згідно з наказом Верховного Головнокомандувача Перший та Другий Білоруський фронт, а також Перший Український фронт були об'єднані в Групу радянських окупаційних військ у Німеччині (ГРОВН), яка входила до Об'єднаної військової адміністрації окупаційних військ, що здійснювала політику жорсткої «денацифікації». Свастика була заборонена. У цих умовах з обігу дрібні монети зі свастикою Третього Рейху вилучили, і до кінця 1945 року вони були замінені цинковими ерзац-монетами номіналами в 1, 5, 10 райхспфеніг. Монети були абсолютно аналогічними за дизайном пфенігів Третього Рейху, з яких лише прибрали свастику і наспіх поміняли останню цифру року. Цифра виконана іншим шрифтом і помітно відрізняється від перших трьох. Що стосується золотих і срібних монет з обігу їх «вилучили» самі громадяни, притаївши «на зовсім чорний день».
Монета номіналом в 1 райхспфеніг карбувалася в 1945 і 1946 роках військовою адміністрацією союзників в Штутгарті (F) та Карлсруе (G). Монети 5 райхспфеніг карбувалися в 1945, 1947 та 1948 роках у Берліні (A), Мюнхені (D) та Дрездені (E). Монети 10 райхспфеніг карбувалися у 1945—1948 роках в Берліні (A), Штутгарті (F), Карлсруе (G) та Дрездені (E).

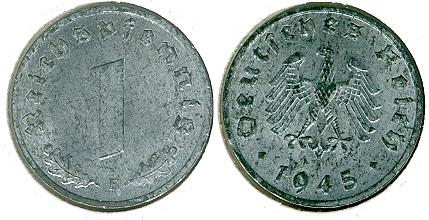
1 пфеніг, 1945
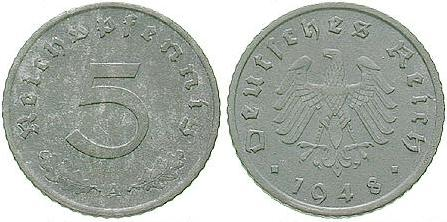
5 пфенігів, 1948
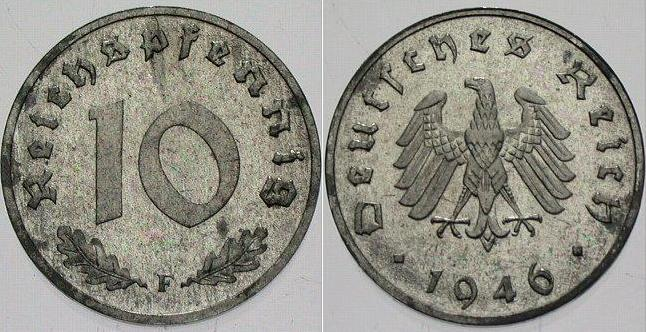
10 пфенігів, 1946 рік

## Банкноти
Для кожної зони окупації застосовувались різні системи купюрності білетів, що, очевидно, визначалося співвідношеннями курсів окупаційної марки до національних валют союзників:
- американська зона: 1, 5, 20, 50, 100, 1000 марок ;
- англійська зона: ½, 1, 5, 10, 20, 50, 100 марок;
- французька зона: ½, 1, 5, 10, 50, 100, 1000 марок;
- радянська зона: ½, 1, 5, 10, 20, 50, 100, 1000 марок.[37].

У Вашингтоні для протидії з фальшивомонетництвом та для легкого виявлення підробок «Бюро гравірування і друкарських робіт» ухвалило план розпізнавання грошові знаки. Але через низку причин так і не був доведеним до кінця. Деякі закордонні фахівці, передусім Арлі Слабаух, Арнольд Келлер та Джеймс Рутледер, сприйняли цю далеко незавершену роботу «Бюро» та «Форбс» як доконаний факт і у своїх дослідженнях застосували хибну методику, згідно з якою за початковими цифрами нумерації білетів треба розрізняти території їх обігу: «1» — американська зона, «0» — англійська зона, «00» — французька зона, «–» — радянська зона. Американські дослідники Кен Брессет і Нейл Шафер переконливо спростували теорію Арнольда Келлера та його послідовників. Адже достовірно встановлено, що знак «–» також проставлявся фірмою «Форбс» на так званих «замінних білетах», емітованих у США, зокрема на тих примірниках, які через дефекти друку відбраковувалися, або пізніше вилучалися з обігу через зношеність. Існує припущення, що префіксний знак «–» з самого початку, очевидно, не був обумовлений як розрізнювальний знак радянської емісії. Імовірно трапився конфузний випадок, коли представники фірми «Форбс» помилково передали радянській стороні кліше із вказаними значком, а ті автоматично стали друкувати свої банкноти, вважаючи, що «–» є інтегральною частиною номера. Союзники з антигітлерівської коаліції не домовлялися про розміри емісії на території окупованої Німеччини, тому воєнна влада кожної окупованої зони діяла на власний розсуд.

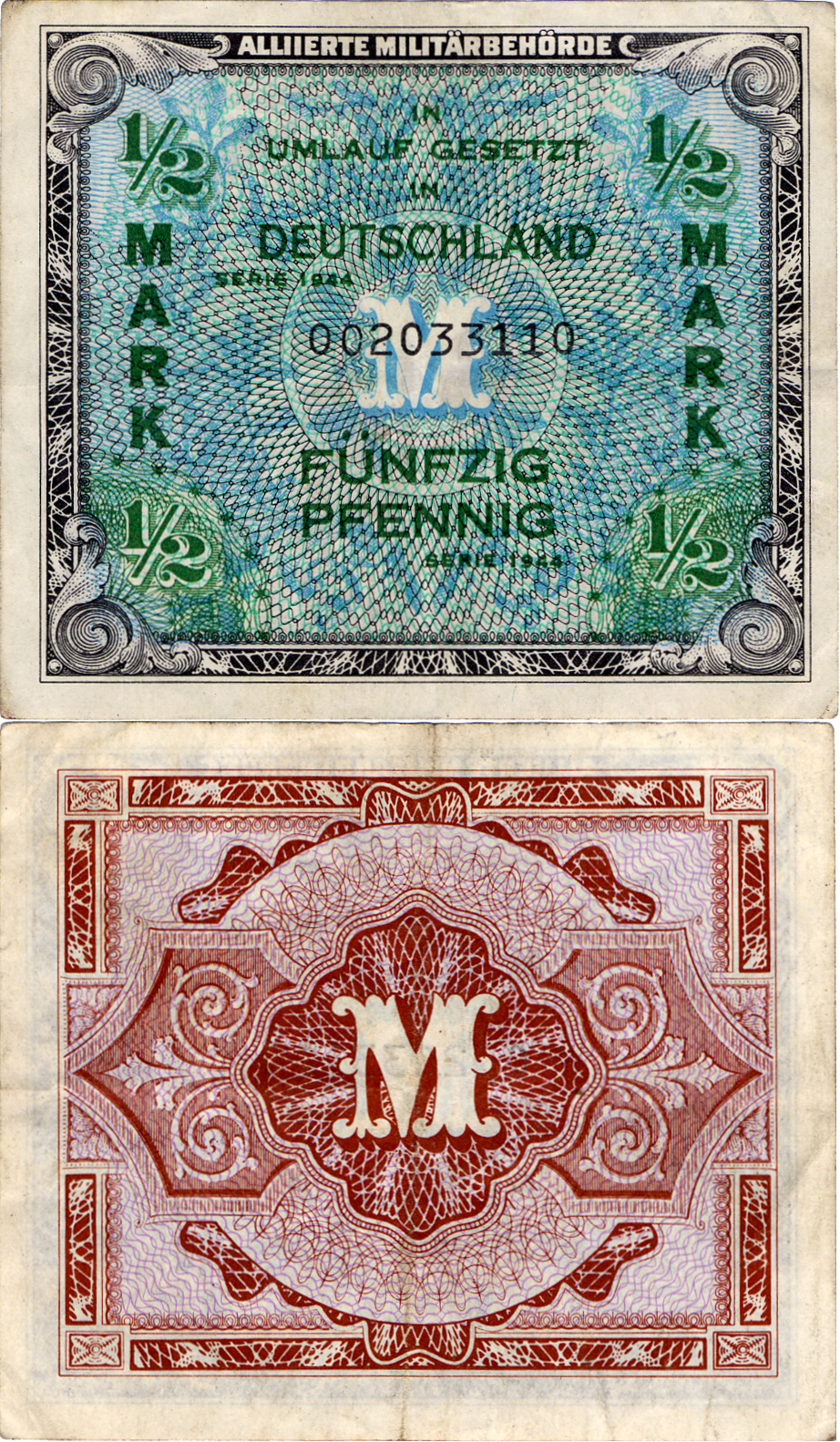
½ марки, 1944 (Знак F)
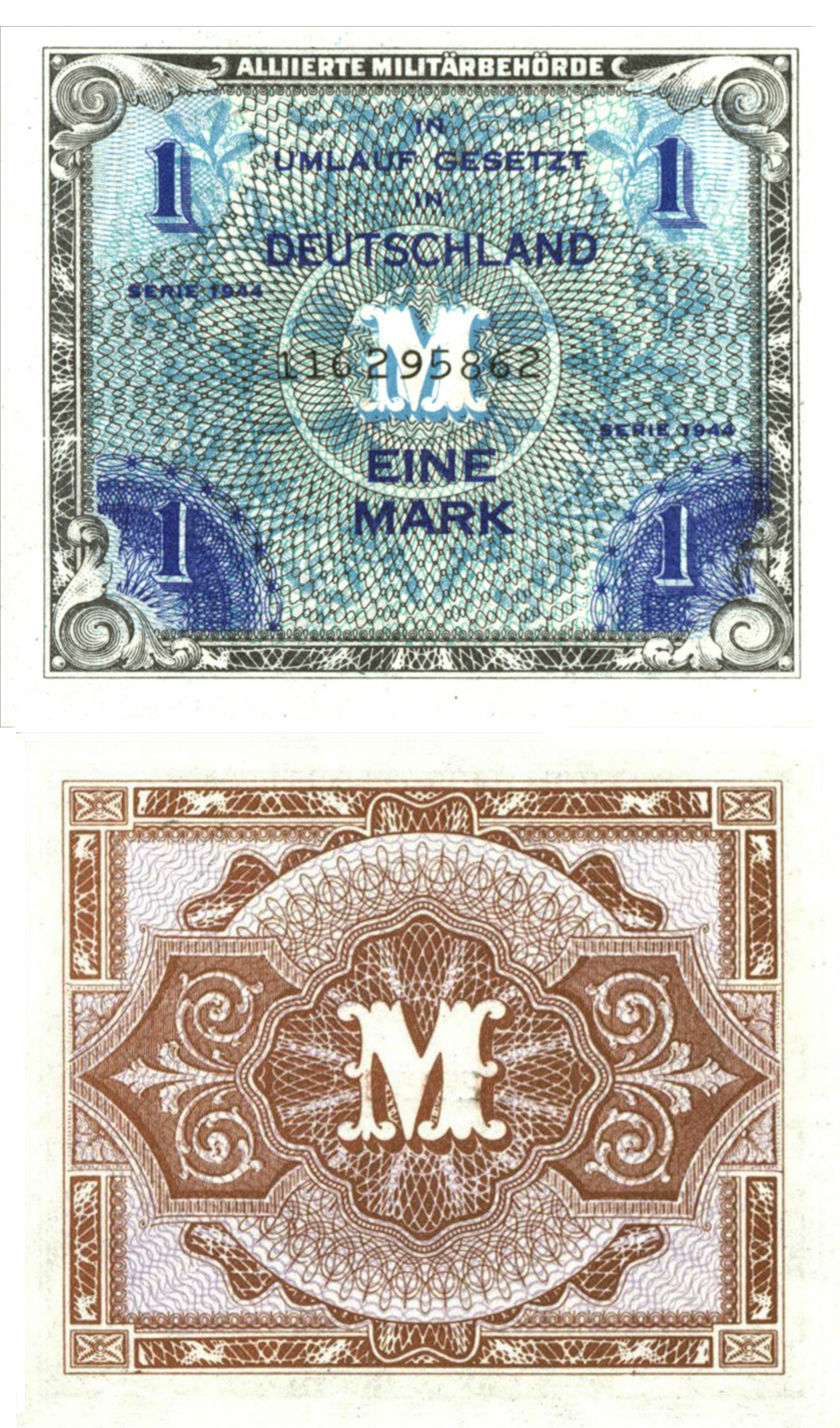
1 марка, 1944 (Знак F)
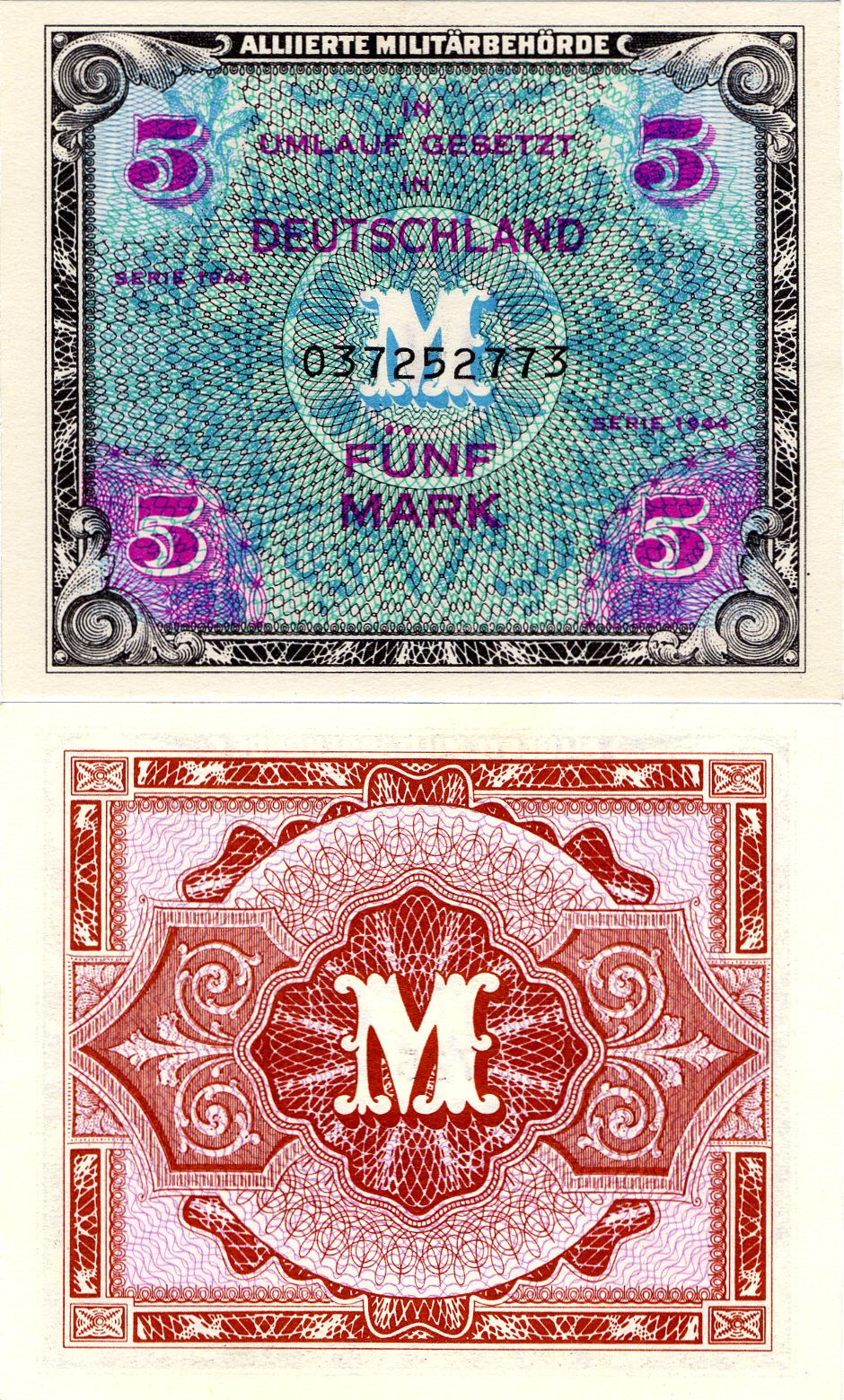
5 марок, 1944 (Знак F)
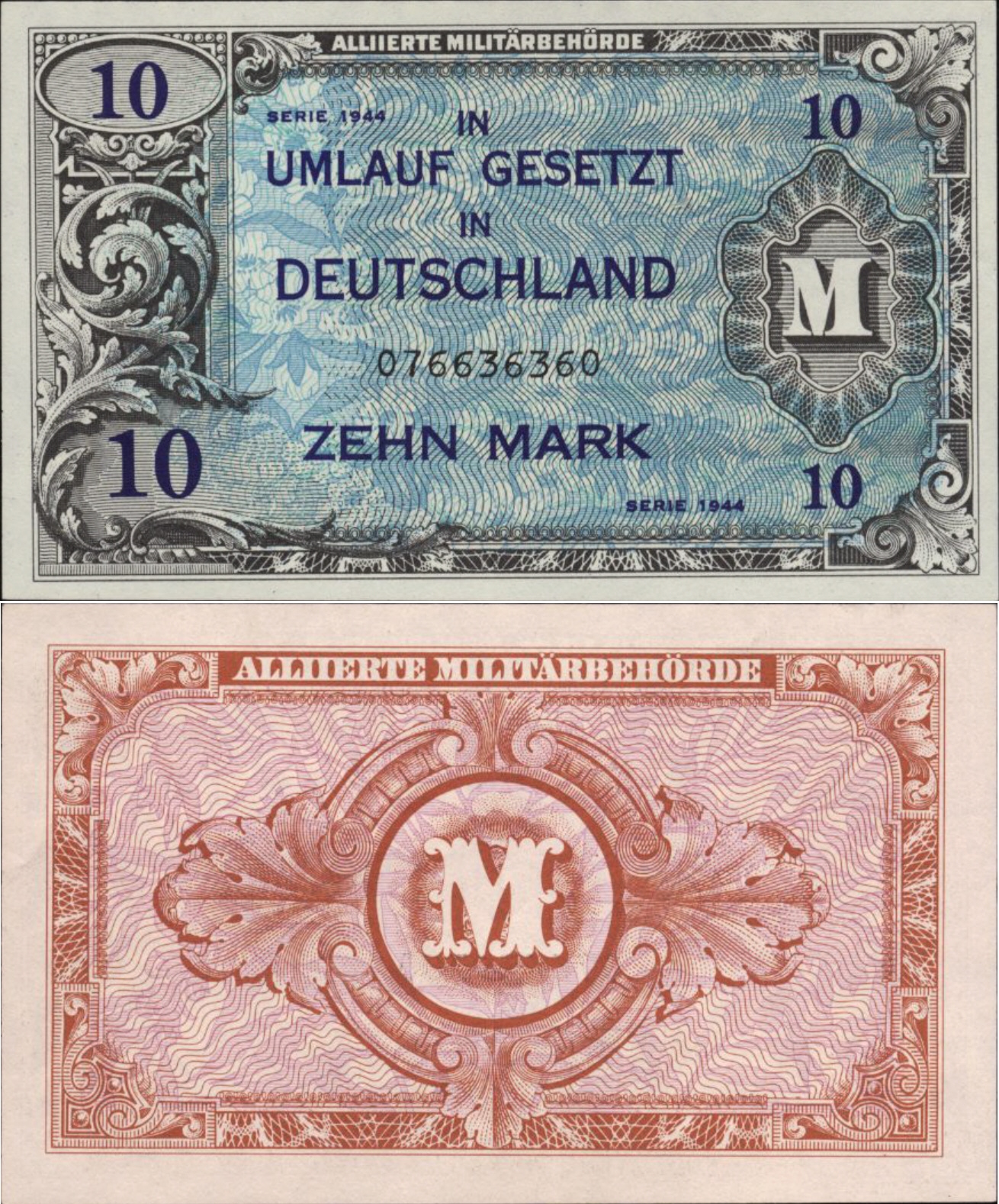
10 марок, 1944 (Знак F)
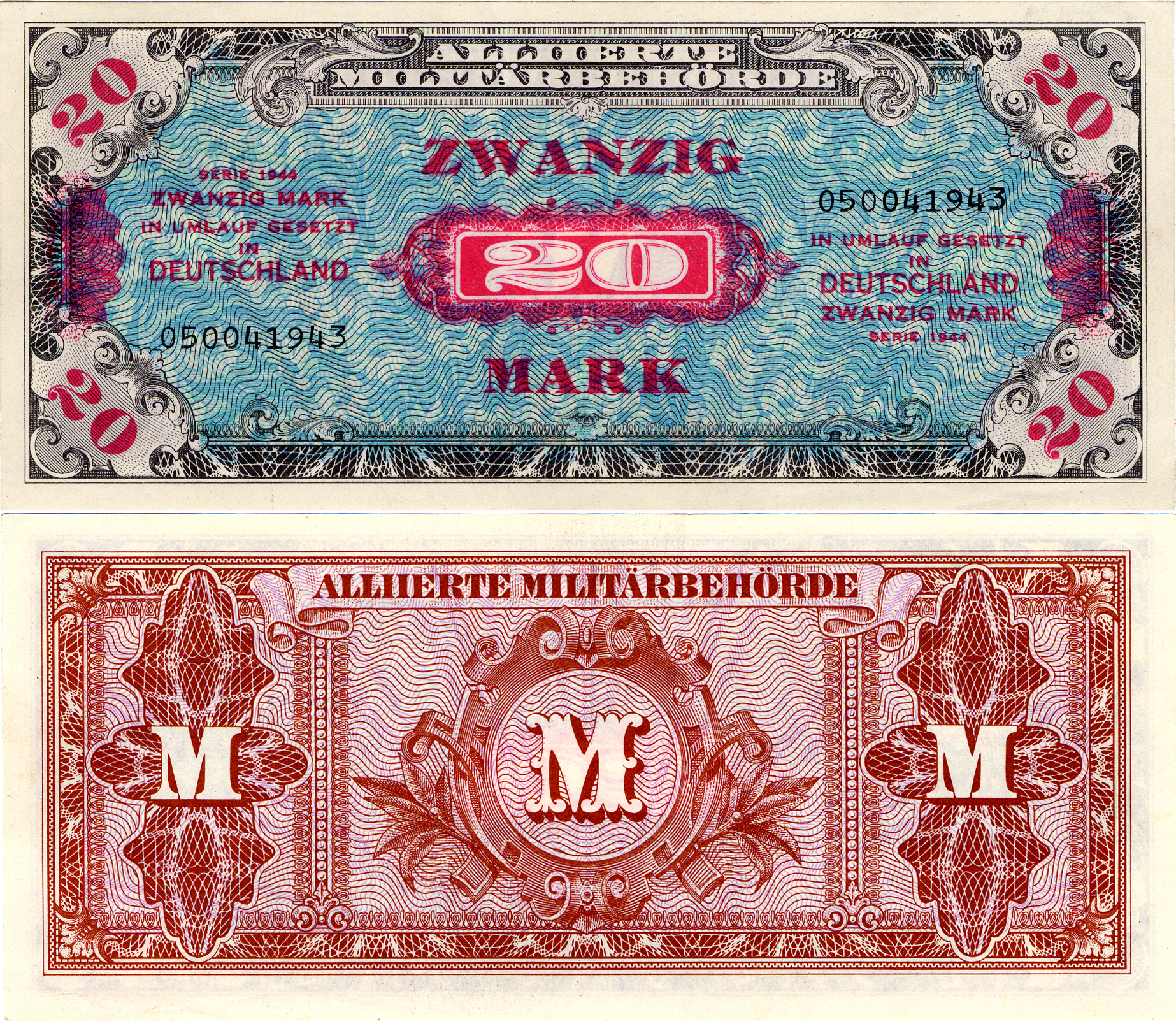
20 марок, 1944 (Знак F)
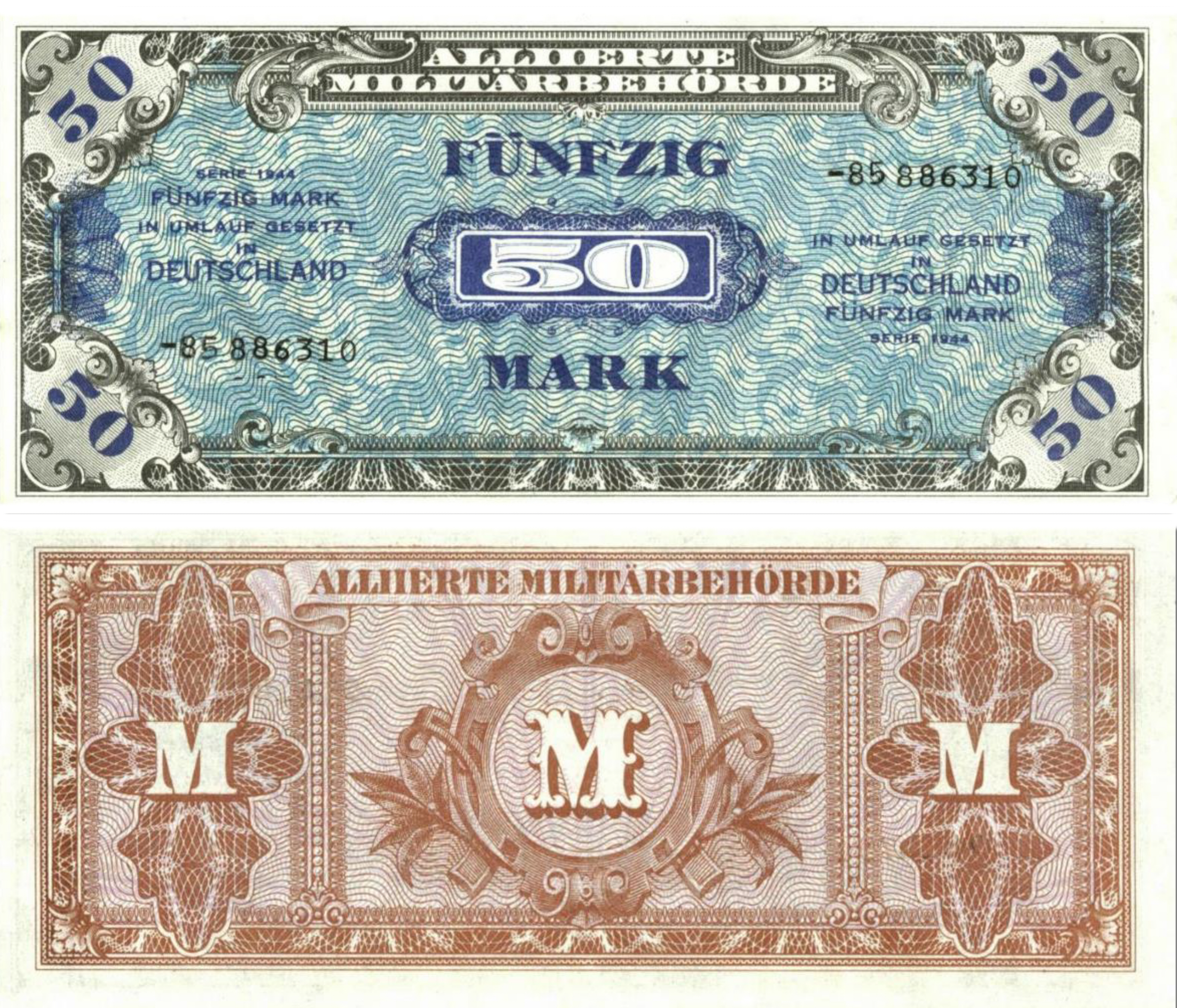
50 марок, 1944 (Знак F)
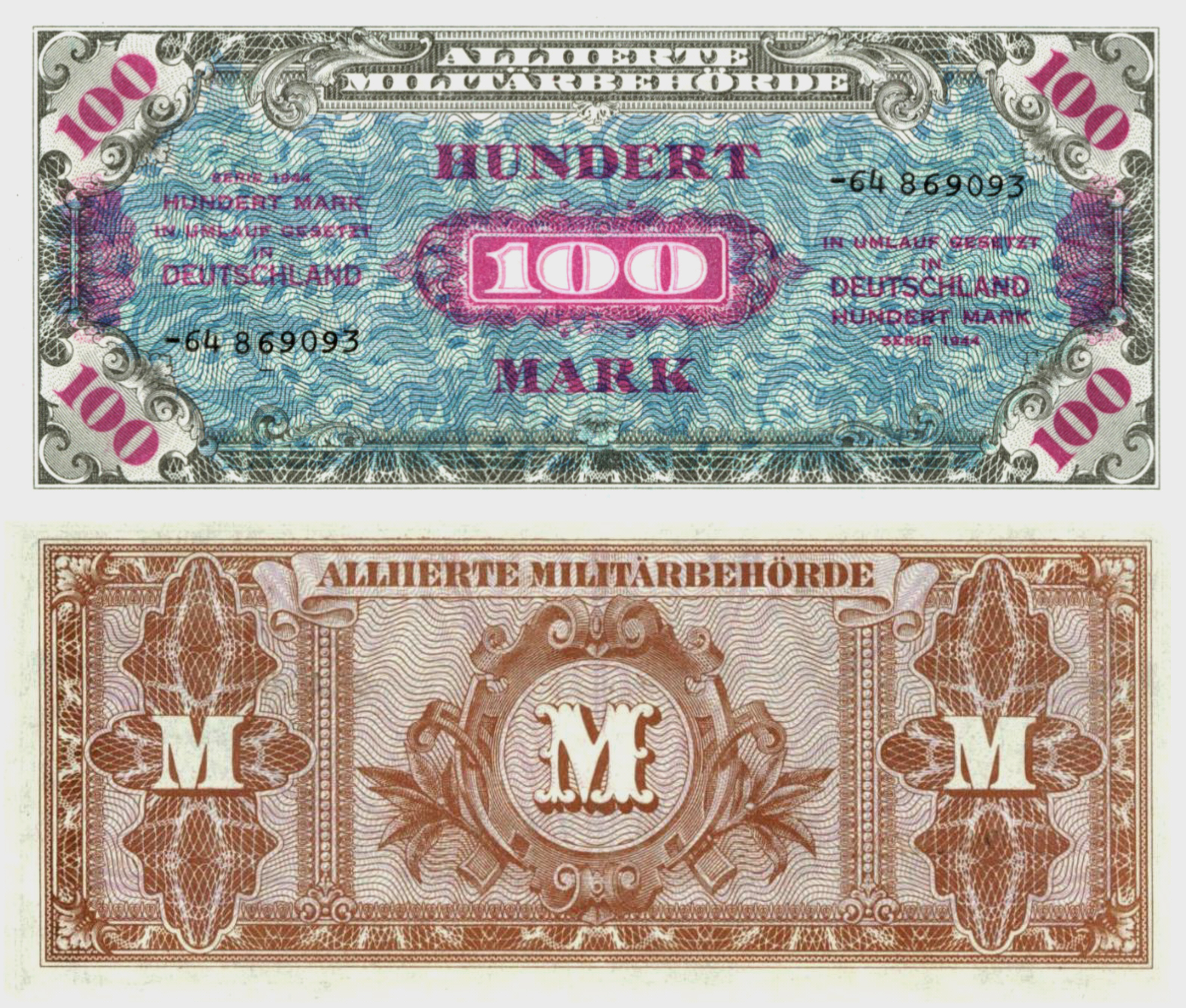
100 марок, 1944 (Знак F)
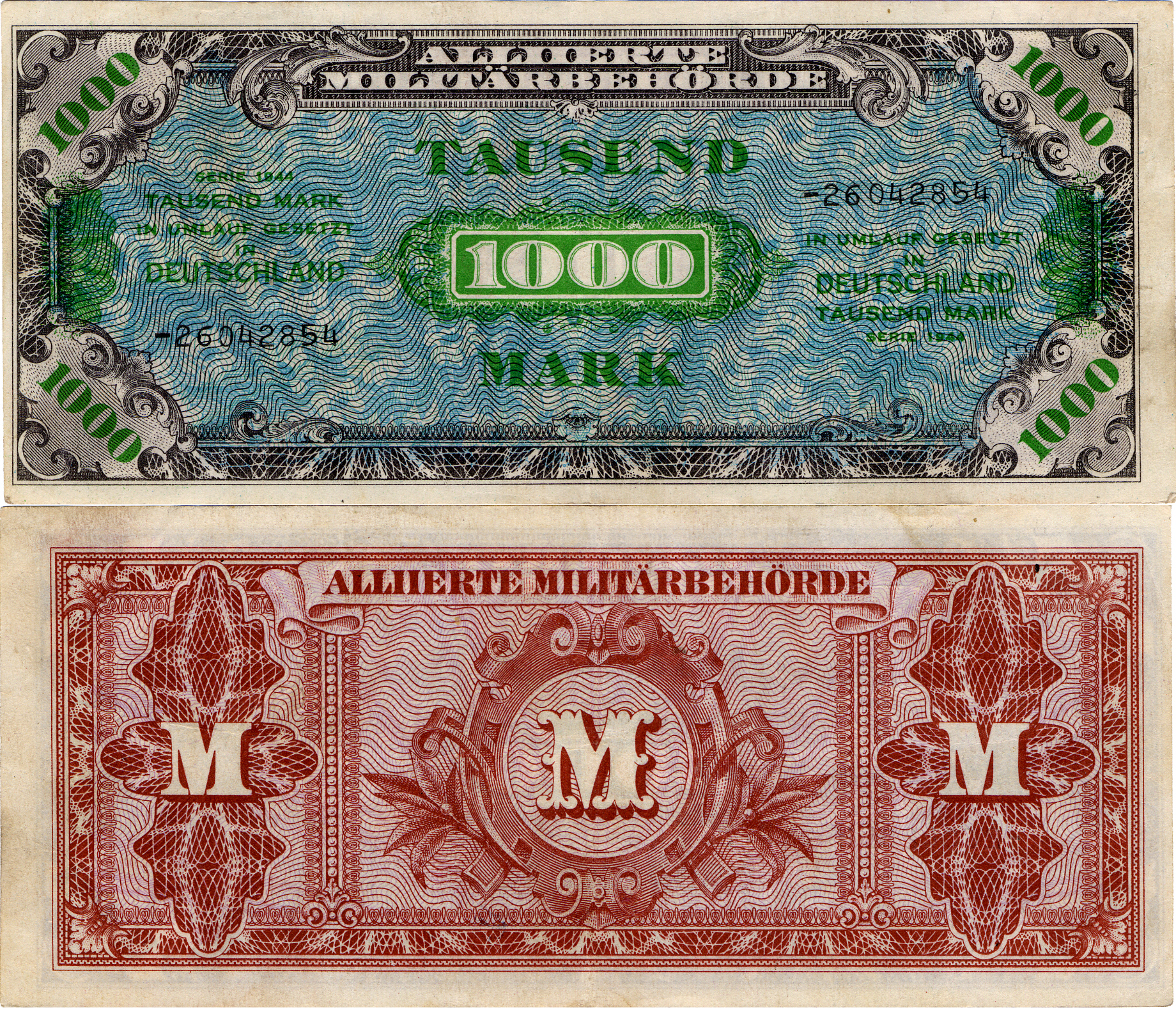
1000 марок, 1944 (Знак F)